# جهش مرغ عشق رقیق
جهش مرغ عشق رقیق یکی از تقریباً ۳۰ جهش است که بر رنگ lمرغ عشق‌ها تأثیر می‌گذارد. این یکی از جهش‌های تشکیل‌دهنده چندین گونه شناخته شده است: زردهای روشن، تیره، زیتونی، خاکستری و پراکنده و سفیدهای خاکستری و پراکنده.
جهش رقیق نسبت به آلل نوع وحشی خود مغلوب است، بنابراین، پرنده‌ای که دارای یک آلل رقیق منفرد (هتروزیگوت) است، از نظر ظاهری با نوع وحشی سبز روشن یکسان است، یعنی وجود یک آلل منفرد از نوع وحشی برای اجازه تولید تعداد نرمال گرانول ملانین کافی است. در میان طوطی‌های فانتزی، چنین پرنده‌ای گفته می‌شود که رقیق‌شده سبز روشن است که معمولاً سبز روشن/رقیق نوشته می‌شود، اگرچه از سبز روشن/زرد استفاده شده است.